# Psycho White
Psycho White è un EP del rapper statunitense Yelawolf, in collaborazione con il batterista dei blink-182, Travis Barker.
L'EP è stato pubblicato il 13 novembre 2012 sotto LaSalle Records, sponsorizzato fortemente da Famous Stars and Straps e Killer Distribution. Il primo singolo estratto , Push 'em, è stato pubblicato in download gratuito tramite la pagina Twitter di Yelawolf e in numerosi altri siti web il 12 settembre. L'artwork è stato pubblicato lo stesso giorno, così come un video dietro le quinte della realizzazione del progetto musicale. 
Una versione remix del singolo "Push 'Em" di Steve Aoki e Travis Barker, fu poi distribuito su Dim Mak Records.
Nella sua prima settimana Psycho White ha venduto 11 000 copie debuttando al 49º posto della Billboard 200.

## Tracce
1.	"Push 'Em" (voci in background di Skinhead Rob & Tim Armstrong)	Travis Barker, Yelawolf	Travis Barker, Kevin Bivona	Travis Barker, Mix Master Mike	(3:13)
2.	"6 Feet Underground" (featuring Tim Armstrong)	Travis Barker, Yelawolf, Tim Armstrong	Travis Barker, Tim Armstrong, Kevin Bivona	Travis Barker, Mix Master Mike	(4:48)
3.	"Funky Shit"  	Travis Barker, Yelawolf	Travis Barker, Kevin Bivona	Travis Barker, Mix Master Mike	(3:39)
4.	"Whistle Dixie"  	Travis Barker, Yelawolf	Travis Barker, Kevin Bivona	Travis Barker, Mix Master Mike	(3:01)
5.	"Director's Cut (Michael Myers & Superman)"  	Travis Barker, Yelawolf, Dawaun Parker	Travis Barker, Kevin Bivona	Travis Barker, Mix Master Mike	(4:46)